# 38-as főút
38-as főút (ungarisch für ‚Hauptstraße 38‘) ist eine ungarische Hauptstraße. Sie beginnt in Tarcal an der 37-es főút und führt in generell südöstlicher Richtung über Tokaj und Nyírtelek nach Nyíregyháza, wo sie an der 4-es főút endet. Die Gesamtlänge beträgt 37 Kilometer.